# Álvaro Valasco
Álvaro Vaz ou Álvaro Valasco, (Évora, 1524 - 17 de abril de 1593) foi um jurisconsulto português do século XVI. Frequentou a Universidade de Coimbra, onde estudou direito, tendo sido posteriormente nomeado advogado e Desembargador de Agravos da Casa da Suplicação. 

## Biografia
Álvaro Vaz nasceu em Évora em 1524. Era filho de João Vaz, meirinho da casa do Duque de Bragança D. Fernando II, e Maria Alvares. Aprendeu em sua cidade os primeiros rudimentos da gramática e depois, passando a Coimbra, estudou o latim, o grego, a poética e a retórica. Doutorou-se em direito na Universidade de Coimbra, onde, segundo se conta, recebeu elogio dos catedráticos pela sua competência. Tornou-se lente de Instituta a 22 de março de 1556, isto é, com apenas 30 anos. No ano seguinte, transferiu-se para a cadeira de Código, e, em 5 de Agosto de 1559, regentou a cadeira dos três livros do Còdigo. Disputou a cadeira do Digesto velho com Pedro Barbosa em 20 de fevereiro de 1560.  Assistida por toda a Universidade, a contenda, de que Pedro Barbosa saiu vencedor, ficou tão célebre que Belchior do Amaral compôs em latim um poema de invectiva, chamado Concilium malignantium, contra os catedráticos de Coimbra.
Após perder a disputa, Álvaro Vaz deixou Coimbra e partiu para Lisboa, onde se tornou advogado da Casa da Suplicação. Suas teses jurídicas passaram a exercer grande impressão nos juízes daquele tempo, que tendiam a considerar mais sólida a opinião defendida por Vaz. Em seguida, foi nomeado Desembargador de Agravos da Casa da Suplicação por D. Sebastião, tomando posse a 30 de setembro de 1577. O mesmo monarca, com o objetivo de elevar o nível da Universidade, nomeou-o lente de Prima a 22 de dezembro de 1577. Ganhou a admiração dos acadêmicos expôr sobre o livro XXXI do Digesto, com interpretações sutis até o D. 31.17 (si quis Titio...). 
Sua saúde o impediu de continuar a lecionar, transferindo-se novamente a Lisboa, onde, continuando a atuar como Desembargador, resolveu publicar suas obras, que passaram a ser editadas a partir de 1588, quando contava com 64 anos de idade. Suas obras foram recebidas com elogios pelos doutores da época. A morte, em 17 de abril de 1593, sobreveio quando ainda estava trabalhando sobre o segundo tomo das suas Decisiones e o terceiro das Partilhas. Seu corpo foi sepultado no Convento de São Domingos de Lisboa. Na sua lápide está escrito:

Esta Capella de N. Senhora da Humildade he do Doutor Alvaro Vaz Lente de Prima de Leys na Universidade de Coimbra, Dezembargador dos Aggravos da Casa da Suplicaçaõ, a qual depois de sua morte mandou fazer sua mulher D. Brites para ambos, e seus herdeiros, instituhio nella o vinculo do morgado com obrigaçaõ de tres Missas cada Semana. Falleceraõ a 17. de Abril de 593 e a 25. de Junho de 610. seu filho o Doutor Francisco Valasco de Gouvea Lente jubilado de Canones na mesma Universidade, e Dezembargador da Casa da Suplicaçaõ, Arcediago de Cerveira na Sé de Braga a dotou mais com duas Missas quotidianas huma dita pelos Padres deste Convento com hum Officio de defuntos de que fez com elles contrato; outra por hum Capellaõ Clerigo Secular. Falleceo.
Casou-se com Brites de Gouveia, com quem teve quatro filhos: 
- Pedro Álvares de Gouveia, que viria a se tornar alcaide-mor do Pinheiro junto a Santarem;
- Francisco Valasco de Gouveia, lente de Véspera da Universidade de Coimba;
- Leonor de Gouveia, que veio a se casar com Baltasar Pereira do Lago
- Helena de Gouveia, que veio a se casar com o Desembargador Inácio Collasso de Brito.

## Obras
- Decisionum, Consultationum, ac rerum judicatarum in Regno Lusitaniae: o primeiro volume foi publicado inicialmente em Lisboa no ano de 1588, tendo recebido reimpresões em 1593 (ed. Antônio Álvares) e em 1597. O segundo volume saiu em Lisboa, por Jorge Rodrigues, em 1601, tendo sido preparado pela diligência de seu filho, Francisco Valasco de Gouveia, que lhe deu um prefácio. Posteriormente, a obra passou a ser reeditada conjuntamente, mas dividida em dois tomos. É o que aconteceu nas edições de 1608 e 1656 (Frankfurt), 1621 (Antuérpia), 1686 e 1730 (Coimbra).[1] Nesta obra, o autor coligiu diversos casos sobre o qual foi consultado à época em que era advogado da Casa da Suplicação. Suas doutrinas sempre tiveram grande respeito no foro.[7]
- Praxis partitionum et collationum inter haeredes: editada originalmente em Coimbra (1605), recebendo reimpressões em Frankfurt (1607), Veneza (1609), Antuérpia (1612) e Coimbra (1730), junto do livro acima.[1]
- Tractatus Iuris Emphyteutici Absolutissimus: editada originalmente em Lisboa em 1591, com reimpressões em Frankfurt (1599, 1618), em Lisboa (1611), Cremona (1591) e Coimbra (1628).[1]
- Opera omnia juridica, civilia, canonica, et feudalia: suas obras foram, depois, compiladas em três em Frankfurt por Wolfgang Encleterium, em 1650, com reimpressões em Coimbra (1684, 1730 e 1731) e Cologny (1735)[1]

Além destas obras que se encontram editadas, compôs ele muitas outras no tempo que regeu as Cadeiras da Universidade de Coimbra. Trata-se, em geral, de comentários sobre pontes específicos do Digesto. Menciona-se também que tenha escrito uma importante alegação de direito quando atuava como Patrono de Causas, em espanhol, sobre a sucessão da Casa de Aveiro. O título reza Por la Excelentissima Señora D. Juliana de Alencastro Duqueza de Avero. Não consta ano nem local de impressão. A obra foi lembrada por Francisco Valasco de Gouveia, filho do autor, em 1637. Além disso, um adicionador à obra de Miguel de Reinoso (Observationes, 28 ad n. 7) menciona que Álvaro Vaz teria escrito notas doutíssimas às Ordenações do Reino.
Suas obras mereceram o elogio de diversos juristas, como Antônio da Gama, Jorge de Cabedo, Melchior Febo, Mendes de Castro, Tomás Vaz e Pereira de Castro. Sua obra sobre enfiteuse é especialmente elogiada por Francisco Caldas Pereira, que escreveu uma obra das mais importantes do direito comum sobre o tema.